# كوينكسك أكيرا
كوينگسك أگيرا (بالإنجليزية: Koenigsegg Agera) سيارة رياضية وسطية المحرك أنتجت من قبل مصنع السيارات السويدي كوينيجسيج عام 2011م وهي خليفة الكوينك سك سي سي اكس/سي سي اكس ار (CCX/CCXR)، اسم أكيرا مشتق من الفعل السويدي أكيرا Agera والذي يعني للتصرّف أو لأخذ فعل، لقبت بالسيارة الخارقة عام 2010م من قبل مجلة توب جير.

## الخصائص والأداء
في بادئ الأمر زُوِدَت السيارة بمحرّك سعة 4.7 لتر ذو 8 أسطوانات مزدوج عنفي بريش مروحية ثابتة، لكنه استبدل بمحرك سعة 5.0 لتر مع شاحن عنفي مزدوج ب8 أسطوانات لإصدار الإنتاج من السيارة.

## المحرك والنقل
ألاكيرا مزودة بمحرّك مُطوّر منزلياً سعة 5.0 لتر مزدوج شاحن عنفي ب8 اسطوانات والذي ينتج 940 قوة حصانية (701 كيلو واط) بدوران 6900 دورة في الدقيقة، وزن المحرك الكلي 197 كيلو غرام (434 باوند) فقط بفضل استيعاب ألياف الكاربون المضاعفة وبنية الألومنيوم

## الحركة والتعجيل
0-100 (كم/ساعة) (0-62 ميل/ساعة) خلال 2.8 ثوان
0-200 (كم/ساعة) (0-124 ميل/ساعة) خلال 8.9 ثوان
0-300 (كم/ساعة) (0-186 ميل/ساعة) خلال 14.53 ثانية
السرعة القصوى لطراز الإنتاج أكثر من 420 كم/ساعة (260 ميل /ساعة)